# Teologia política
La teologia política és un terme que s'ha utilitzat en la discussió de les maneres en què els conceptes o maneres de pensar teològics es relacionen amb la política. El terme de teologia política es fa servir sovint per designar el pensament religiós sobre qüestions de principis polítics. Estudiosos com Carl Schmitt, un destacat jurista i teòric polític nazi, que va escriure extensament sobre com exercir el poder polític de manera eficaç, amb conceptes religiosos que es van secularitzar i, per tant, es van convertir en conceptes polítics clau. Sovint la teologia política ha estat relacionada amb el cristianisme, però des del segle xxi, s'ha discutit també amb relació a altres religions.

## Definició i anàlisi
El terme teologia política l'ha fet servir una gran varietat d'escriptors que exploren diferents aspectes de la relació dels creients amb la política. S'ha utilitzat en La ciutat de Déu d'Agustí d'Hipona i en les obres Summa Teològica de Tomàs d'Aquino. També s'ha utilitzat per descriure la visió ortodoxa oriental de la simfonia i les obres dels reformadors protestants Martí Luter i Joan Calví.
Encara que els aspectes polítics del cristianisme, l'islam, el confucianisme i altres tradicions s'han debatut durant mil·lennis, la teologia política ha estat una disciplina acadèmica des del segle xx.
L'ús recent del terme s'associa sovint amb el treball del destacat teòric polític alemany Carl Schmitt. Escrivint enmig de la turbulència de la República alemanya de Weimar, Schmitt va argumentar en el seu assaig Politische Theologie (1922) que els principals conceptes de la política moderna eren versions secularitzades de conceptes teològics més antics. Mikhail Bakunin havia utilitzat el terme en el seu text de 1871 "La teologia política de Mazzini i la internacional" al qual el llibre de Schmitt va ser una resposta. Basant-se en Thomas Hobbes a Leviatan, va argumentar que l'estat existeix per mantenir la seva pròpia integritat per tal de garantir l'ordre a la societat en temps de crisi.
Kwok Pui-lan ha argumentat que, tot i que Schmitt podria haver inventat el terme i el seu ús modern, les teologies polítiques també s'estaven formant al llarg de trajectòries molt diferents en altres llocs del món, com ara a Àsia. A la Xina de la dècada de 1930, per exemple, el protestant Wu Yaozong va defensar que una revolució social era necessària per salvar tant la Xina com el món. Això també seria cert pel que fa al paper dels protestants implicats en el nacionalisme coreà a principis del segle xx.
Molts dels principals filòsofs no cristians han escrit extensament sobre el tema de la teologia política durant els darrers anys, com Jürgen Habermas, Odo Marquard, Giorgio Agamben, Simon Critchley i Slavoj Zizek. Des de principis del segle xxi, també hi ha hagut un discurs creixent al voltant de la teologia política islàmica, especialment en contextos occidentals que abans estaven dominats pel cristianisme.
A la dècada de 1990 i principis de la dècada de 2000, la teologia política es va convertir en un tema important dins de la teoria jurídica, especialment en dret constitucional, dret internacional i història jurídica. La literatura es basa en gran manera en el llegat de Carl Schmitt (encara que sovint per debatre les seves premisses) i la filosofia política (com Ernesto Laclau), juntament amb fenòmens polítics, com la "Guerra contra el Terror".
Un altre terme que sovint ocupa un espai similar en el discurs acadèmic és "teologia pública". Es diu que la teologia política es dirigeix més cap al govern o l'estat, mentre que la teologia pública es dirigeix més cap a la societat civil.